# Maria Sepúlveda
María Sepúlveda (1895-1983) va ser una guardonada escriptora espanyola principalment de novel·la sentimental, que escrigué durant els anys 1920 fins a 1949. Ella era filla de l'escriptor Enrique Sepúlveda i Planter.

## Premis
- Caso singular: Premi Sauzal
- Malén: Premi Marquesa de Villafuerte
- Fuerza mayor: Premi Latorre

### Novel·les
- Marisol	(1920)
- Revelación	(1920)
- Malén	(1921)
- Fuerza mayor	(1922
- Días de prueba	(1926)
- El asombro de Pedreñas	(1926)
- Dos vidas	(1928)
- Caso singular	(1930)
- Error	(1930)
- Noble empeño	(1931)
- El otro amor	(1933)
- Como él la quiso	(1937)
- En la gloria de aquel amanecer	(1937)
- Triunfo	(1938)
- Una mujercita fuerte y animosa	(1938)
- Contra sí misma	(1941)
- A pesar de todo	(1942)
- Rayito de Sol	(1942)
- El caso de Silda	(1943)
- La sombra de un pasado	(1949)
- La gran lección

### Contes
- Contraste	(1939)
- Equivocación	(1939)
- Liberación	(1939)
- Tontaina	(1940)